# Exochus plicatus
Exochus plicatus är en stekelart som beskrevs av Valentina I. Tolkanitz 1999. Exochus plicatus ingår i släktet Exochus och familjen brokparasitsteklar. Inga underarter finns listade i Catalogue of Life.